# Reimer Witt
Reimer Witt (* 1. August 1941 in Heide; † 6. Januar 2018 in Flensburg) war ein deutscher Archivar. Von 1984 bis 2006 war er Leiter des Landesarchivs in Schleswig.

## Leben
Reimer Witt wurde als Sohn eines kaufmännischen Angestellten geboren. Da der Vater im Zweiten Weltkrieg fiel, wuchs er als Halbwaise bei der Mutter auf. Nach dem Abitur in Heide (Holstein) studierte er Geschichte und Latein an den Universitäten Kiel und Freiburg. Im Jahr 1971 wurde er bei Karl Jordan promoviert. Ab 1970 war Witt Archivreferendar am Landesarchiv in Schleswig, ab 1974 wurde er dort Archivrat, 1976 Oberarchivrat und 1984 als Nachfolger von Wolfgang Prange Archivdirektor. In seine Amtszeit fielen der Neubau des Magazingebäudes des schleswig-holsteinischen Landesarchivs sowie der Umzug des Archivs von Schloss Gottorf in das Schleswiger Prinzenpalais. Im Jahr 1999 verlieh ihm das Land Schleswig-Holstein „in Anerkennung und in Würdigung seiner herausragenden Verdienste um das landesweite und das internationale Archivwesen“ die Ehrenprofessur des Landes Schleswig-Holstein. Witt war im Vorstand der Gesellschaft für Schleswig-Holsteinische Geschichte aktiv, seit 1979 als Beisitzer, von 1981 bis 1988 als Schriftführer. 

## Schriften (Auswahl)
- Geldgeschäfte um Indigenat und Besetzung der Landvogtei Norderdithmarschens im Jahre 1708/1709. In: Die Heimat. Monatsschrift des Vereins zur Pflege der Natur- und Landeskunde in Schleswig-Holstein und Hamburg. Bd. 81 (1974), Nr. 9 / 10, September / Oktober, S. 246 (Digitalisat).
- Adam Olearius und die Welt der Eskimos. Gedanken anläßlich einer Ausstellung auf Schloß Gottorf. In: Die Heimat. Monatsschrift des Vereins zur Pflege der Natur- und Landeskunde in Schleswig-Holstein und Hamburg. Bd. 83 (1976), Nr. 2, Februar, S. 29–41 (Digitalisat).
- Die Privilegien der Landschaft Norderdithmarschen in gottorfischer Zeit 1559 bis 1773, Neumünster: Wachholtz 1975, ISBN 3-529-02167-9.
- Die Anfänge von Kartographie und Topographie Schleswig-Holsteins 1475–1652, Heide in Holstein: Boyens 1982.
- zusammen mit Marion Dernehl: Kreis Husum 1867–1950. Findbuch des Bestandes Abt. 320.9, Schleswig: Landesarchiv Schleswig-Holstein 1997.
- (Hrsg.) Landgraf Carl von Hessen 1744–1836. Vorträge zu einer Ausstellung, Schleswig: Landesarchiv Schleswig-Holstein 1997.
- Deutsch-dänische Archivvereinbarungen. Ein Modellfall für europäische Konfliktlösungen? In: Grenzfriedenshefte (1998), Heft 3, S. 92–104 (Digitalisat).
- mit Marion Dernehl: Kreis Eiderstedt 1867–1950. Findbuch des Bestandes Abt. 320.4, Schleswig: Landesarchiv Schleswig-Holstein 1998.
- (Hrsg.): Im Spannungsfeld zwischen Regional- und Landesgeschichte. Vorträge eines Regionalsymposiums im Landesarchiv Schleswig-Holstein (= Veröffentlichungen des Landesarchivs Schleswig-Holstein, Bd. 74). Schleswig 2003, ISBN 3-931292-64-9.
- Mahnung zu Humanität und Frieden. Gedenken an die Schlacht bei Oeversee am 6. Februar 1864. In: Grenzfriedenshefte, Jg. 52, 2005, Heft 4, S. 226–234 (Digitalisat).